# Bison
Pour les articles homonymes, voir Bison (homonymie).
Genre
Les Bisons (Bison) forment un genre de grands bovidés ruminants dont il existe deux espèces vivantes : le bison d'Europe (Bison bonasus) et le bison d'Amérique du Nord (Bison bison) qui est elle-même divisée en deux sous-espèces : le bison des bois (Bison bison athabascae) et le bison des plaines (Bison bison bison). Le bison des plaines vit essentiellement dans les steppes nord-américaines tandis que le bison des bois et le bison d'Europe occupent des habitats forestiers.
Les relations entre les deux espèces vivant actuellement ne sont pas totalement claires. Elles sont sans conteste très proches, puisqu'elles font des hybrides fertiles. Il semble que la fertilité des hybrides soit la même que celle des animaux non hybridés. Il existe d'ailleurs des troupeaux d'hybrides vivant en liberté dans le Caucase russe depuis les années 1950. Il faudrait donc considérer Bison bison et Bison bonasus comme deux sous-espèces, et non comme deux espèces distinctes. Certains biologistes défendent d'ailleurs cette position, mais la majorité des auteurs considèrent cependant toujours que les deux groupes sont des espèces distinctes.

## Origine du genre

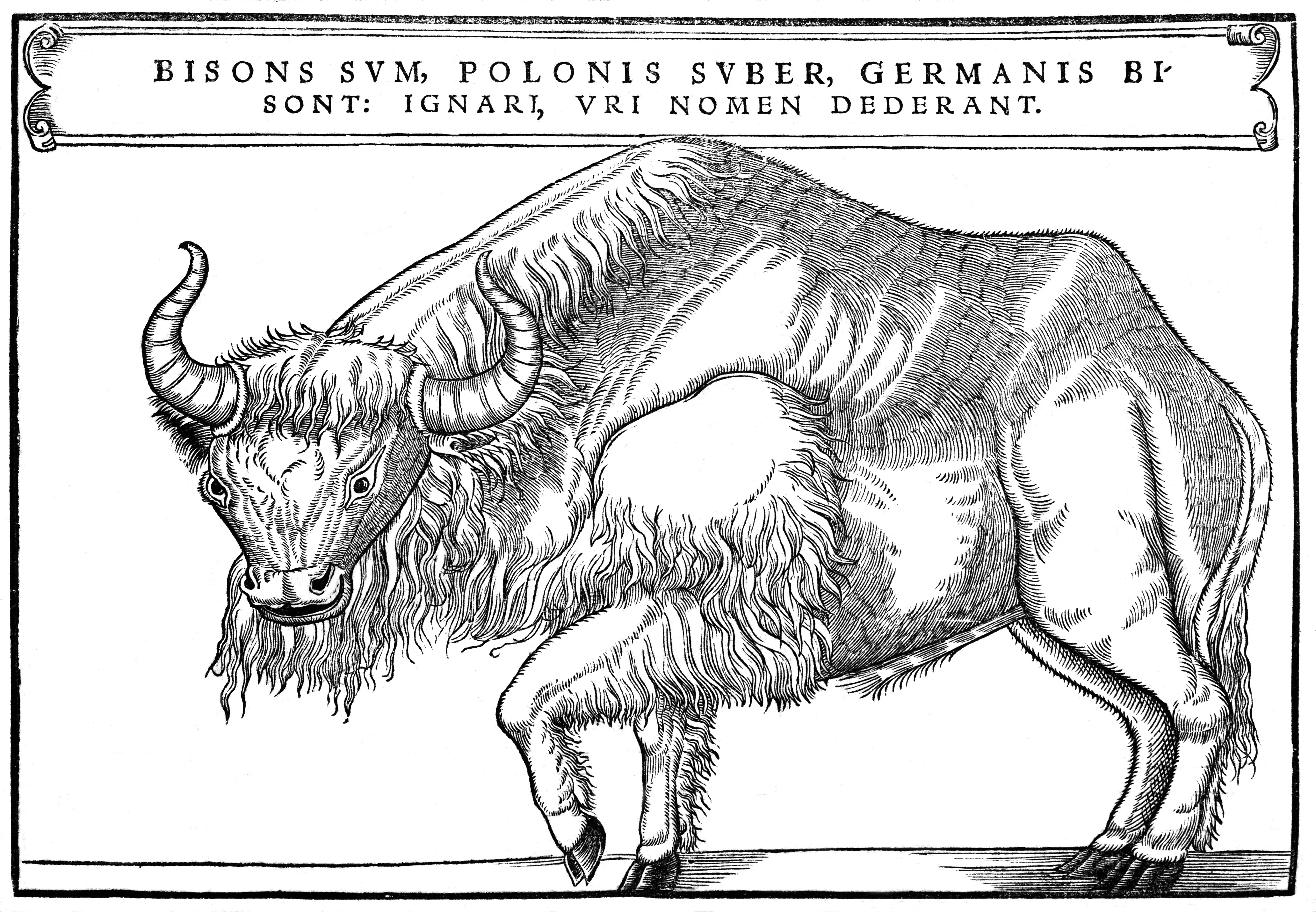
Bison européen, dessiné en 1556.

Il est généralement admis que le genre Bison trouve son origine en Asie du sud. Des formes antérieures au genre Bison sont identifiées au Pliocène récent : Probison dehmi et Protobison kushkunensis provenant d'Inde, et Eobison degiulii, provenant d'Europe.

## Liste des espèces et sous-espèces

### Espèces actuelles
- Bison bison (Linnaeus, 1758) : Amérique du Nord.
- Bison bonasus (Linnaeus, 1758) : Europe.

### Espèces éteintes
- †Bison antiquus (Leidy, 1852) : Amérique du Nord.
- †Bison latifrons (Harlan, 1825; Leidy, 1852) : Amérique du Nord.
- †Bison menneri (Sher, 1997) : Europe.
- †Bison palaeosinensis (Teilhard & Piveteau, 1930) : Asie.
- †Bison priscus (Bojanus, 1827) : Eurasie et Amérique du Nord.
- †Bison schoetensacki (Freudenberg, 1910) : Europe.
- †Bison sivalensis (Falconer, 1878) : Chine.
- †Bison tamanensis (Vereshchagin, 1959) : Russie.
- †Bison voigtstedtensis (Fischer, 1965) : Europe.

## Le bison des steppes (Bison priscus(Bojanus, 1827))
Bison priscus, un bison à grandes cornes, habitait l'Eurasie et l'Alaska durant le Pléistocène. On retrouve fréquemment ce bison sur les peintures pariétales de la Préhistoire européenne.
C'est à la fin de la dernière période glaciaire (il y a 10 000 à 15 000 ans) que Bison priscus semble donner naissance à Bison bonasus, le bison d'Europe actuel, et peut-être aussi au bison d'Amérique.

## L'espèce Bison d'Europe (Bison bonasus(Linnaeus, 1758))

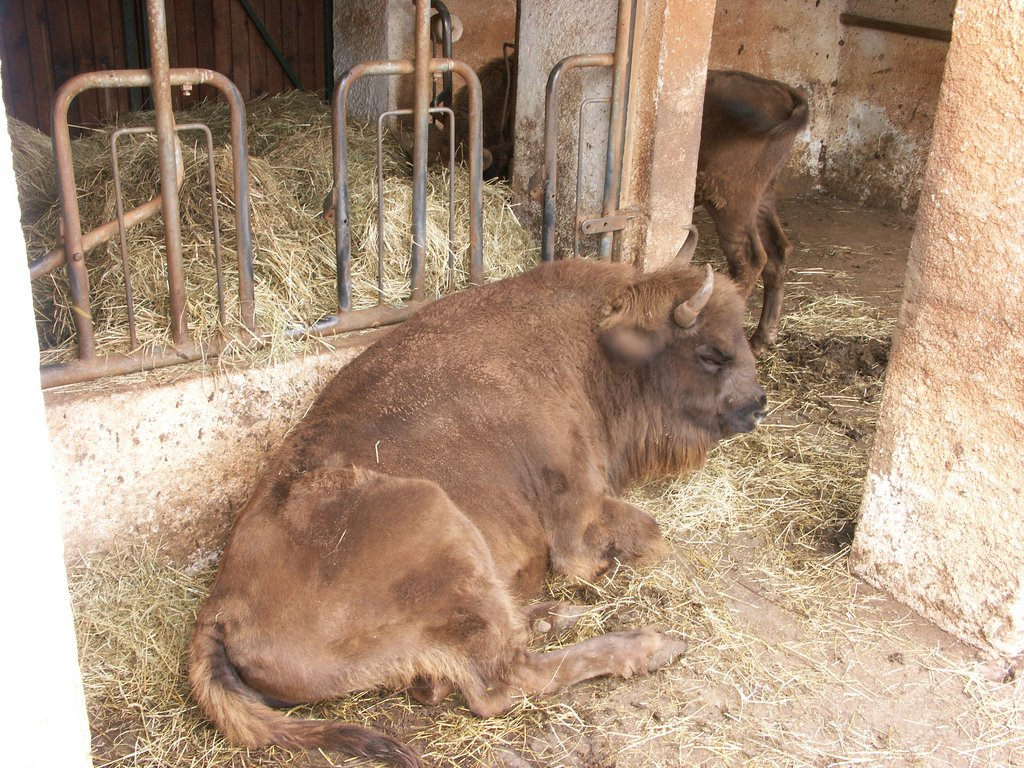
Bison d'Europe (Bison bonasus) du parc animalier de Gramat (Lot, France).

Le bison d'Europe était très fréquent sur tout le continent européen, de l'Atlantique à l'Oural (excepté la péninsule Ibérique, l'Italie, la péninsule scandinave et les îles Britanniques), et ce jusqu'au Moyen Âge. Il est également possible qu'il ait résidé en Sibérie, même si ce point doit encore être confirmé. L'historien Paul Diacre signale au VIIIe siècle la présence de bisons sauvages dans le Nord-Est de l'Italie, dans la région du Monte Re, située aujourd'hui à la frontière italo-slovène.
Charlemagne le chassait, de même que l'aurochs, dans la région de Liège et d'Aix-la-Chapelle.
Exterminé dans la nature après la Première Guerre mondiale, le bison d'Europe ne survivait alors plus qu'en captivité. Il a été progressivement réintroduit dans la nature après la Seconde Guerre mondiale et plus récemment en Roumanie, dans le Parc National "Vânatori - Neamt" (la région de Bucovina).
Le poids moyen du mâle est d'environ 700 kg (1 tonne au maximum), et sa taille peut atteindre 1,80 m, voire 2 mètres, au garrot. La femelle est plus petite, avec un poids entre 350 et 600 kg. C'est le plus gros mammifère terrestre d'Europe.

## L'espèce Bison d'Amérique du Nord (Bison bison(Linné, 1758))

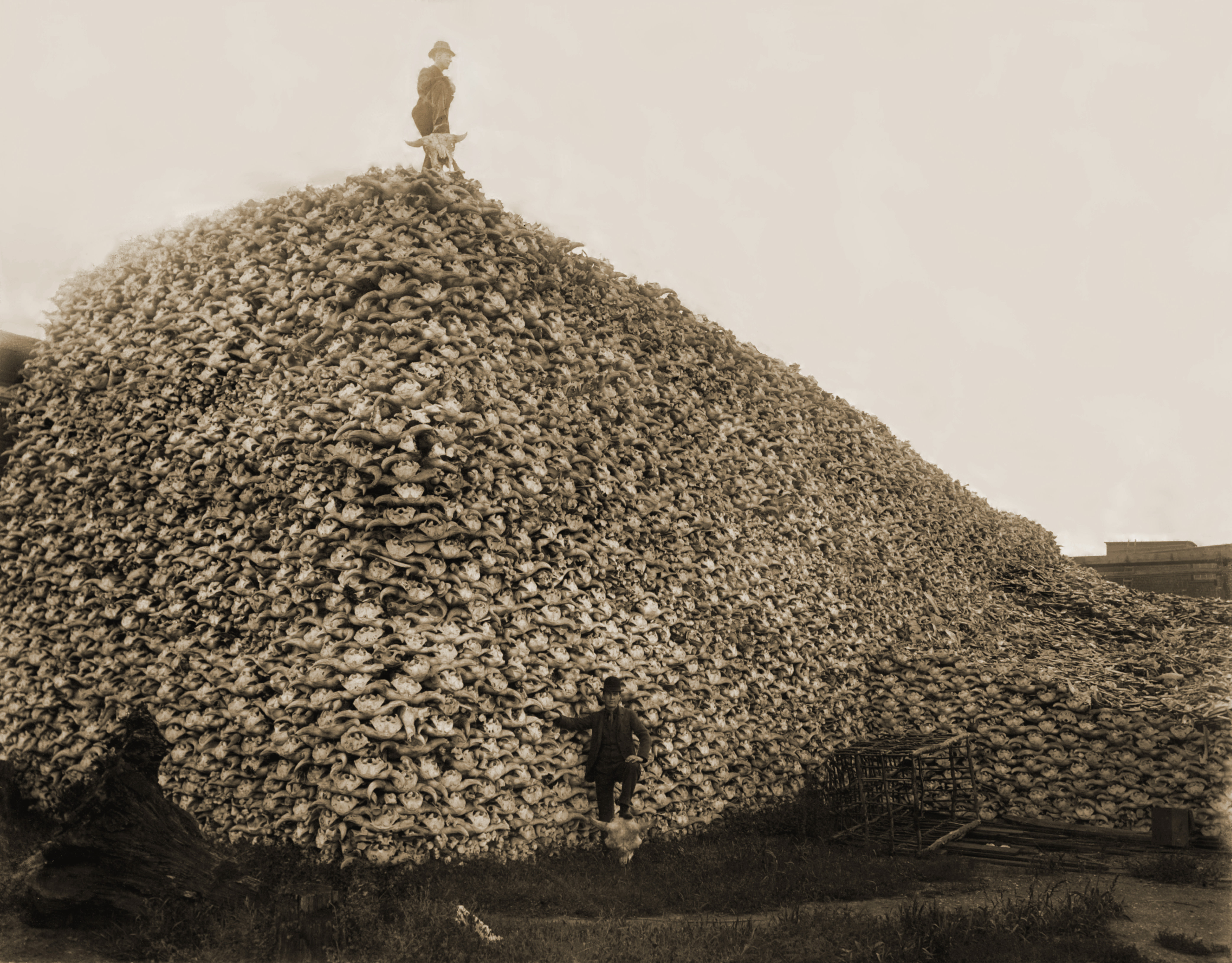
Pile de crânes de bisons nord-américains destinés à devenir du fertilisant dans les années 1870.

Il existe deux sous-espèces du bison d'Amérique du Nord:
- Bison des bois (Bison bison athabascae (Rhoads, 1897))

Le bison des bois est actuellement protégé par la Convention sur le commerce international des espèces de faune et de flore sauvages menacées d'extinction (CITES). À l'inverse du bison des plaines, il vit principalement dans la taïga. C'est le plus gros mammifère d'Amérique du Nord.
- Bison des plaines (Bison bison bison)

Le bison des plaines a été un animal caractéristique de l'Amérique du Nord et un symbole pour de nombreuses cultures amérindiennes. Les Amérindiens des grandes plaines de l'Amérique du Nord avaient une économie largement basée sur le bison.
Les bisons d'Amérique du Nord étaient encore 50 à 70 millions avant l'arrivée des Européens en Amérique, vivant et migrant sur les plaines herbeuses d'Amérique du Nord, du Mexique au Canada.
Ils ont frisé l'extinction avec la conquête de l'Ouest, l'introduction des chevaux et la construction du chemin de fer (vers 1870-1880), où le massacre des bisons fut une entreprise économique à très grande échelle, mais aussi une stratégie pour affecter les Amérindiens. Buffalo Bill (William Frederick Cody) fut un des plus grands chasseurs de bisons.
L'animal est alors protégé, et sa population en 2005 est estimée entre 200 000 à 300 000 bisons, vivant dans des zoos, des parcs animaliers, des élevages privés (pour la viande) et des réserves naturelles (aux États-Unis et au Canada). Ce dernier groupe, les seuls bisons vivant en liberté, est très minoritaire (quelques milliers). Le groupe le plus important est celui des bisons d'élevage, dont plusieurs dizaines de milliers sont abattus chaque année pour leur viande.

## Hybrides
- cattalo : taureau + bisonne
- beefalo : vache + bison

## Le bison dans la culture
Une effigie de bison figure sur les emblèmes des subdivisions de la Biélorussie suivantes : le Voblast de Brest et le Voblast de Hrodna.

## Galerie

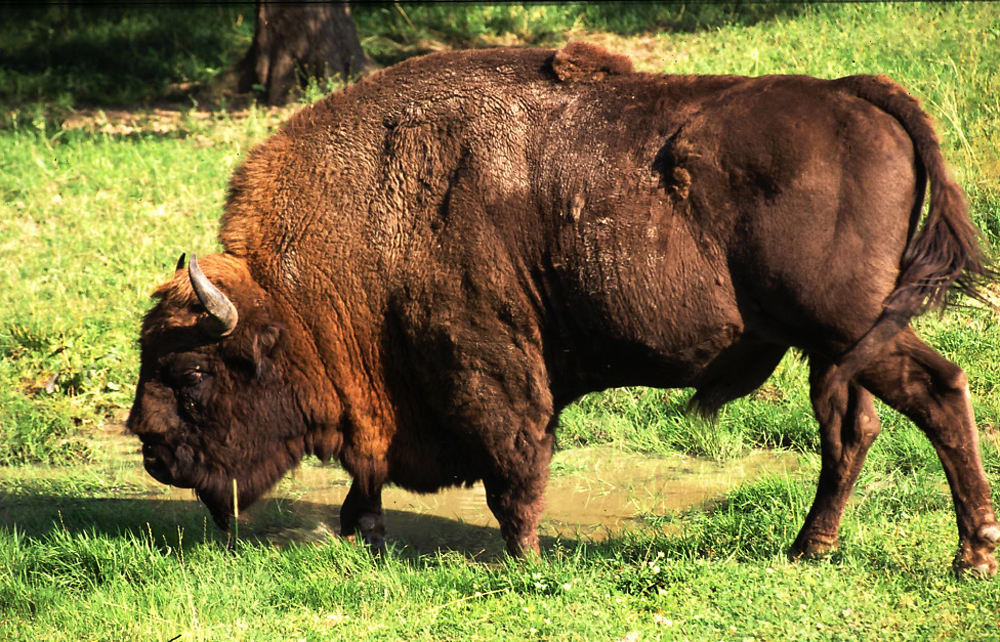
Bison d'Europe.
Bison américain au galop.
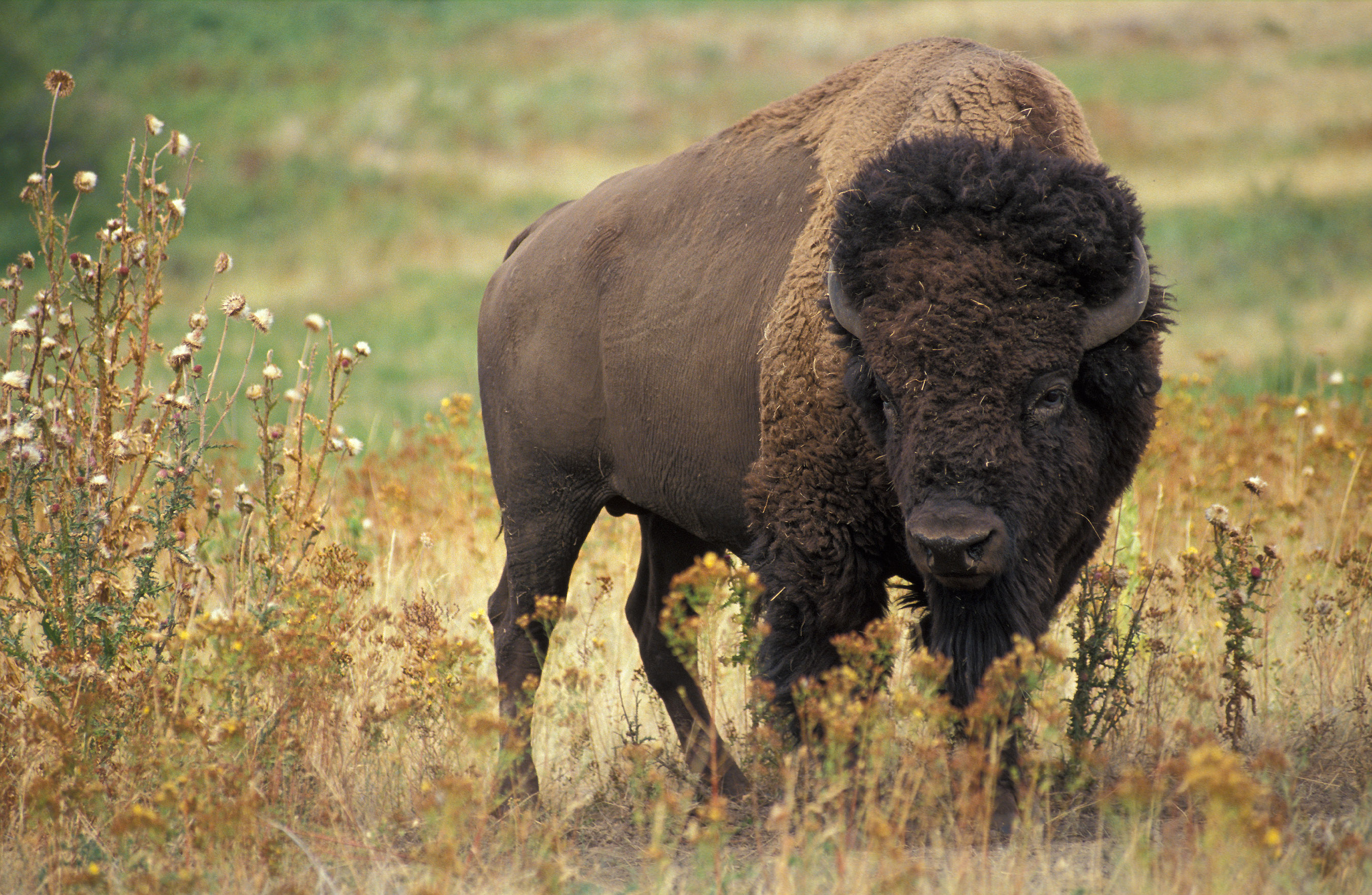
Bison américain.
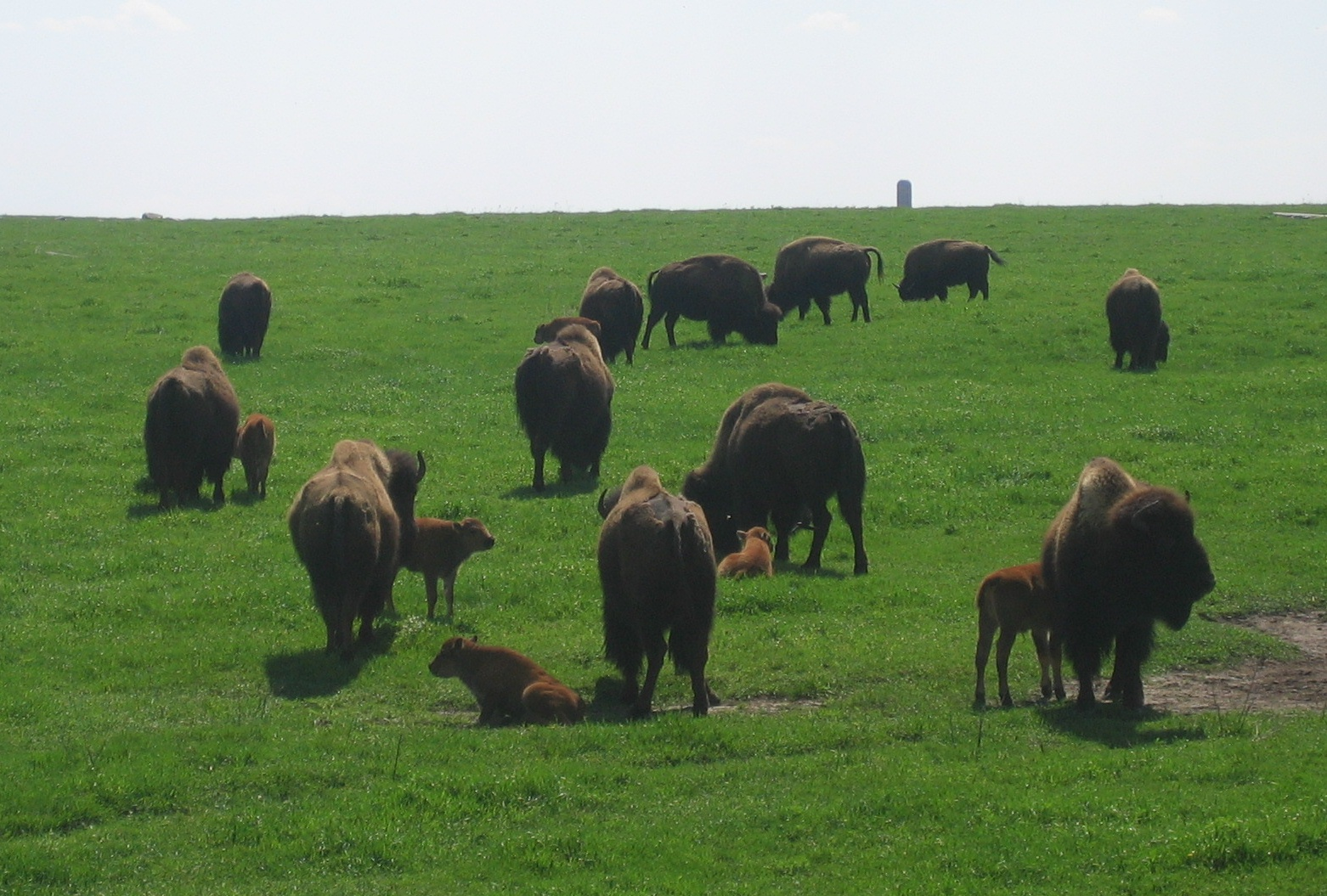
Bison américain (Blue Mounds Park, Minnesota, États-Unis).
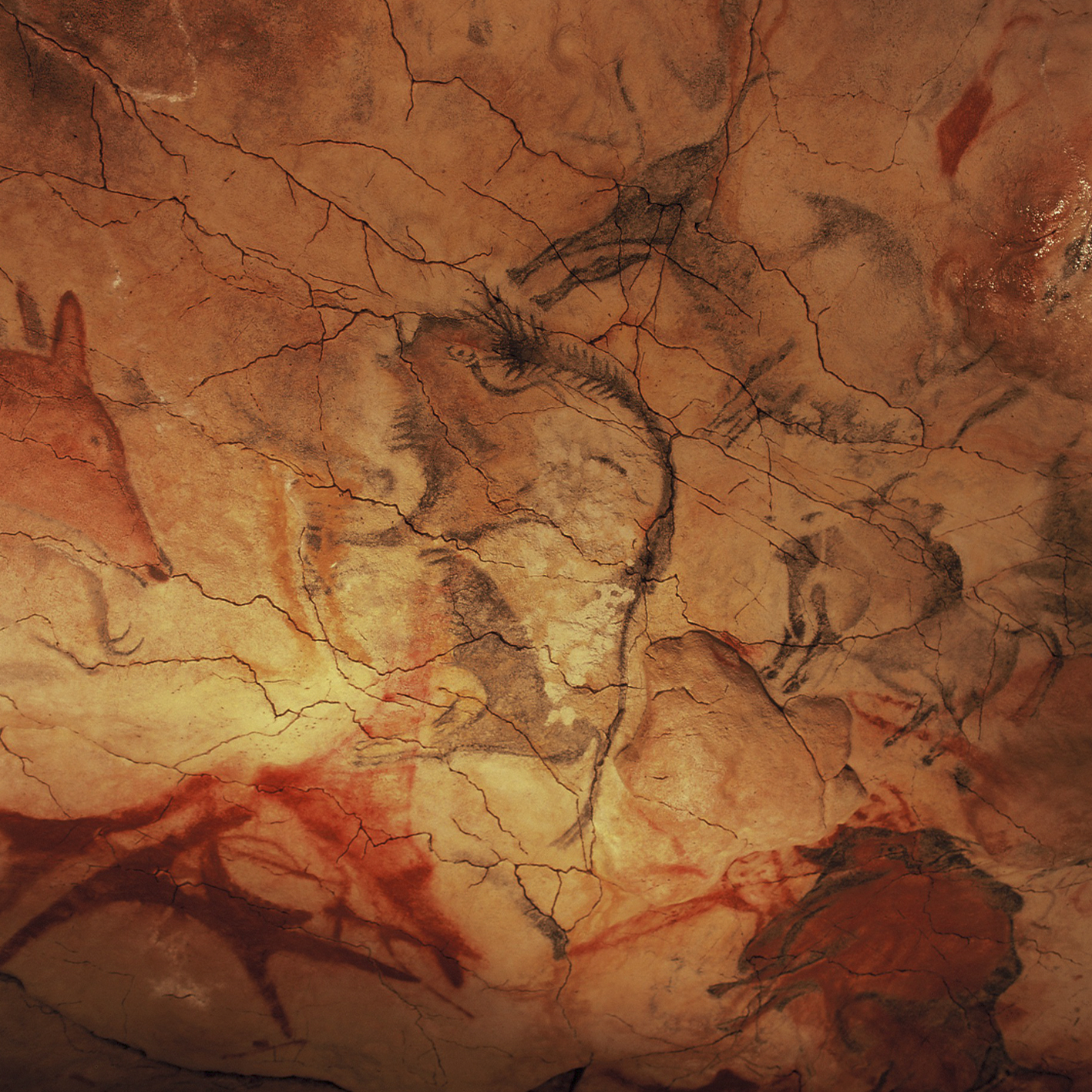
Bisons dessinés dans le plafond de la grotte Altamira.